# ماریا پیا کازیلیو
ماریا پیا کازیلیو (ایتالیایی: Maria-Pia Casilio؛ ‏ ۵ مهٔ ۱۹۳۵ – ۱۰ آوریل ۲۰۱۲) بازیگر اهل ایتالیا بود.
از فیلم‌ها یا برنامه‌های تلویزیونی که وی در آن نقش داشته‌است می‌توان به اسمش را آندره‌آ می‌گذاریم، اومبرتو دی، آخرین داوری، ایستگاه آخر، نان، عشق و رؤیاها و چرخ‌وفلک ناپل اشاره کرد.